# Лудвиг VII фон Ринек
Лудвиг VII фон Ринек (на немски: Ludwig VII von Rieneck; † 31 януари 1330) е граф на Графство Ринек.

## Произход
Той е първият син на граф Герхард IV фон Ринек († 1295) и съпругата му Аделхайд фон Хоенлое-Браунек († сл. 1326), дъщеря на Хайнрих I фон Хоенлое-Браунек-Нойхауз († 1267). Внук е на граф Лудвиг II фон Ринек-Лоон († 1243) и Аделхайд фон Хенеберг († 1256), дъщеря на граф Попо VII (XIII) фон Хенеберг († 1245). Брат е на граф Хайнрих II фон Ринек († 1343), Анна († 1306), омъжена за Йохан I фон Ербах († 1296), и на Аделхайд († 1299), омъжена за маркграф Хесо фон Баден († 1297).

## Фамилия
Първи брак: с Изелгардис. Нямат деца.
Втори брак: пр. 5 април 1317 г. с графиня Елизабет фон Хоенлое-Уфенхайм-Ентзе († 24 ноември 1344), дъщеря на граф Албрехт II фон Хоенлое-Уфенхайм-Шпекфелд († 1312) и графиня Аделхайд фон Берг († 1338). Те имат децата:
- Герхард V († 1381), граф на Ринек, женен пр. 1337 г. за Имагина фон Бикенбах († 1367)
- Готфрид († 1389), женен за Анна фон Фалкенщайн († ок. 1420)